# Primera División de bádminton 2021-22
La temporada 2021-22 será la edición de la Primera División de bádminton en España, segunda categoría de este deporte en el país, organizada por la Federación Española de Bádminton.

## Equipos participantes
| Equipo                              | Ciudad                                    |
| ----------------------------------- | ----------------------------------------- |
| Bádminton Granollers                | Granollers                                |
| Club Bádminton As Neves             | Las Nieves                                |
| Club Bádminton Caser Clear Madrid   | Madrid                                    |
| Bádminton Estella                   | Estella                                   |
| Club Bádminton Palma                | Palma de Mallorca                         |
| Club Bádminton Paracuellos Torrejón | Paracuellos de Jarama y Torrejón de Ardoz |
| Ibiza Bádminton Club                | Ibiza                                     |
| Club Bádminton Athlos               | Orense                                    |
| Club Bádminton Colombino            |                                           |
| Ovida Bádminton Oviedo B            | Oviedo                                    |
| Club Bádminton Huesca La Magia      | Huesca                                    |
| Club Universidad de Valladolid      | Valladolid                                |
| Club Bádminton Guadalajara          | Guadalajara                               |
| CB Bellaterra                       |                                           |

## Clasificación
| | Equipo                            | Puntos | J  | G  | P  | PG | PP | JF  | JC  | PF   | PC   |
| --- | --------------------------------- | ------ | -- | -- | -- | -- | -- | --- | --- | ---- | ---- |
| 1 | CB Grupo ANT Paracuellos          | 30     | 13 | 10 | 3  | 64 | 27 | 214 | 116 | 3183 | 2675 |
| 2 | Club Universidad de Valladolid    | 30     | 13 | 10 | 3  | 57 | 34 | 197 | 143 | 3228 | 2911 |
| 3 | Ibiza Badminton Club              | 27     | 13 | 9  | 4  | 56 | 35 | 195 | 135 | 3084 | 2761 |
| 4 | Ovida Badminton Oviedo B          | 27     | 13 | 9  | 4  | 56 | 35 | 192 | 149 | 3248 | 2943 |
| 5 | Club Badminton Caser Clear Madrid | 27     | 13 | 9  | 4  | 55 | 36 | 192 | 145 | 3125 | 2814 |
| 6 | Badminton Estella                 | 24     | 13 | 8  | 5  | 46 | 45 | 175 | 177 | 3171 | 3221 |
| 7 | Club Badminton Palma              | 21     | 13 | 7  | 6  | 53 | 38 | 184 | 155 | 3103 | 2998 |
| 8 | Club Bádminton Athlos             | 21     | 13 | 7  | 6  | 51 | 40 | 182 | 152 | 3052 | 2940 |
| 9 | Bádminton Granollers              | 21     | 13 | 7  | 6  | 50 | 41 | 180 | 146 | 3024 | 2751 |
| 10 | Club Bádminton As Neves           | 21     | 13 | 7  | 6  | 48 | 43 | 176 | 158 | 2969 | 2859 |
| 11 | CB Bellaterra                     | 9      | 13 | 3  | 10 | 35 | 56 | 146 | 195 | 2846 | 3229 |
| 12 | Club Bádminton Huesca La Magia    | 9      | 13 | 3  | 10 | 25 | 66 | 110 | 211 | 2558 | 3096 |
| 13 | Club Bádminton Colombino La Orden | 6      | 13 | 2  | 11 | 24 | 67 | 108 | 221 | 2703 | 3214 |
| 14 | Club Bádminton Guadalajara        | 0      | 13 | 0  | 13 | 17 | 74 | 86  | 234 | 2348 | 3230 |
| Fuente: Federación Española de Bádminton: Clasificación de la Primera Nacional; actualización automática |                                   |        |    |    |    |    |    |     |     |      |      |